# Кайо-Мару
Кайо-Мару — транспортне судно, яке під час Другої світової війни брало участь у операціях японських збройних сил на Тихому океані. 
Судно спорудили як вантажопасажирське у 1923 році на верфі компанії Osaka Iron Works у Інносімі. Відомо, що в 1938-му воно змінило назву з «Квайо-Мару» (Kwayo Maru) на «Кайо-Мару», а його власником була компанія Hokkaido Tanko.
4 – 13 липня 1943-го судно в конвої O-404 перейшло з Саєкі до Палау (важливий транспортний хаб на заході Каролінських островів), а 17 – 24 липня в конвої SO-705 досягнуло Рабаула – головної передової бази у архіпелазі Бісмарка, з якої провадились японські операції на Соломонових островах та сході Нової Гвінеї. Невдовзі воно повернулось на Палау, а 18 – 28 серпня пройшло звідси до японського порту Уджина в конвої FU-806.
21 вересня 1943-го "Кайо-Мару" розпочало новий рейс до Океанії в конвої O-209 та 2 жовтня прибуло на Палау. 13 жовтня 1943-го судно вийшло звідси до Нової Гвінеї у конвої «Вевак-Голландія № 1» та 16 жовтня прибуло до порту Холландія (наразі Джаяпура).
З 1 по 11 грудня 1943-го судно у складу конвою «Голландія № 3» здійснило круговий рейс з Палау Холландії та назад.
З 17 по 27 грудня 1943-го «Кайо-Мару» в конвої «Вевак № 15» прослідувало з Палау до Веваку (головний японський гарнізон на північному узбережжі Нової Гвінеї) та назад. 3 – 15 січня 1944-го судно здійснило ще один круговий рейс до Веваку в конвої «Голландія/Вевак № 7», а з 23 січня по 3 лютого утретє пройшло по цьому маршруту в конвої «Вевак № 18».
29 лютого 1944-го судно, що перевозило 825 військовослужбовців, вийшло з Палау у складі конвою «Вевак Йото № 4». 4 березня дещо більш ніж за сотню кілометрів на північний захід від Холландії американський підводний човен USS Peto атакував та потопив «Кайо-Мару», при цьому загинуло 46 пасажирів та 43 члена екіпажу.